# فرانك لوي (رجل أعمال أسترالي)
فرانك لوي (بالإنجليزية: Frank Lowy)‏؛ من مواليد 22 أكتوبر 1930) هو رجل أعمال أسترالي - إسرائيلي من أصول يهودية سلوفاكية مجرية ورجل أعمال سابق طويل - رئيس مجلس إدارة شركة ويستفيلد، وهي شركة مركز تسوق عالمية مع 29.3 مليار دولار من الأصول الخاضعة للإدارة في الولايات المتحدة والمملكة المتحدة وأوروبا.